# Emil Ressel (Maler)

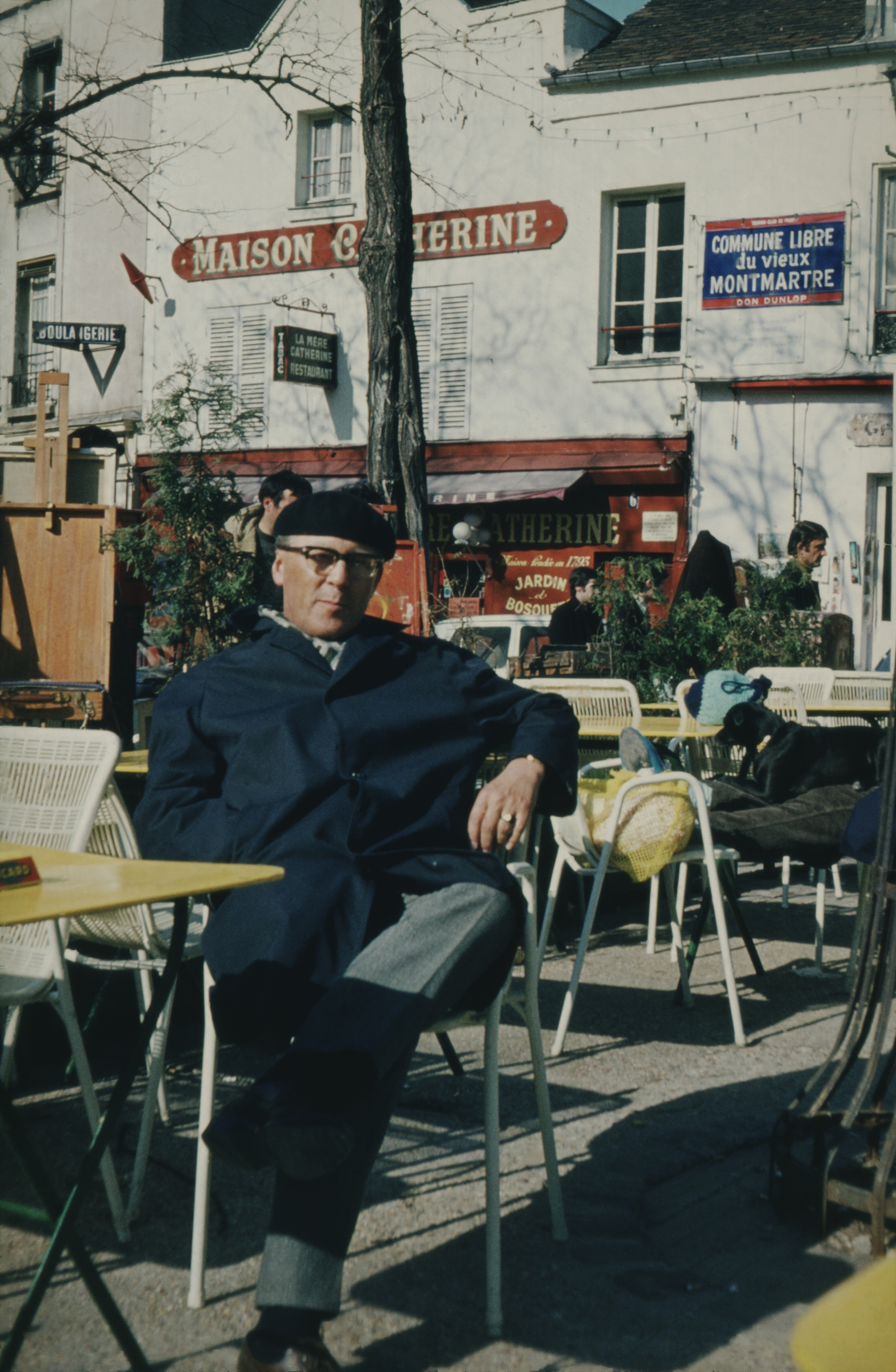
Emil Ressel am Place du Tertre in Paris im März 1969

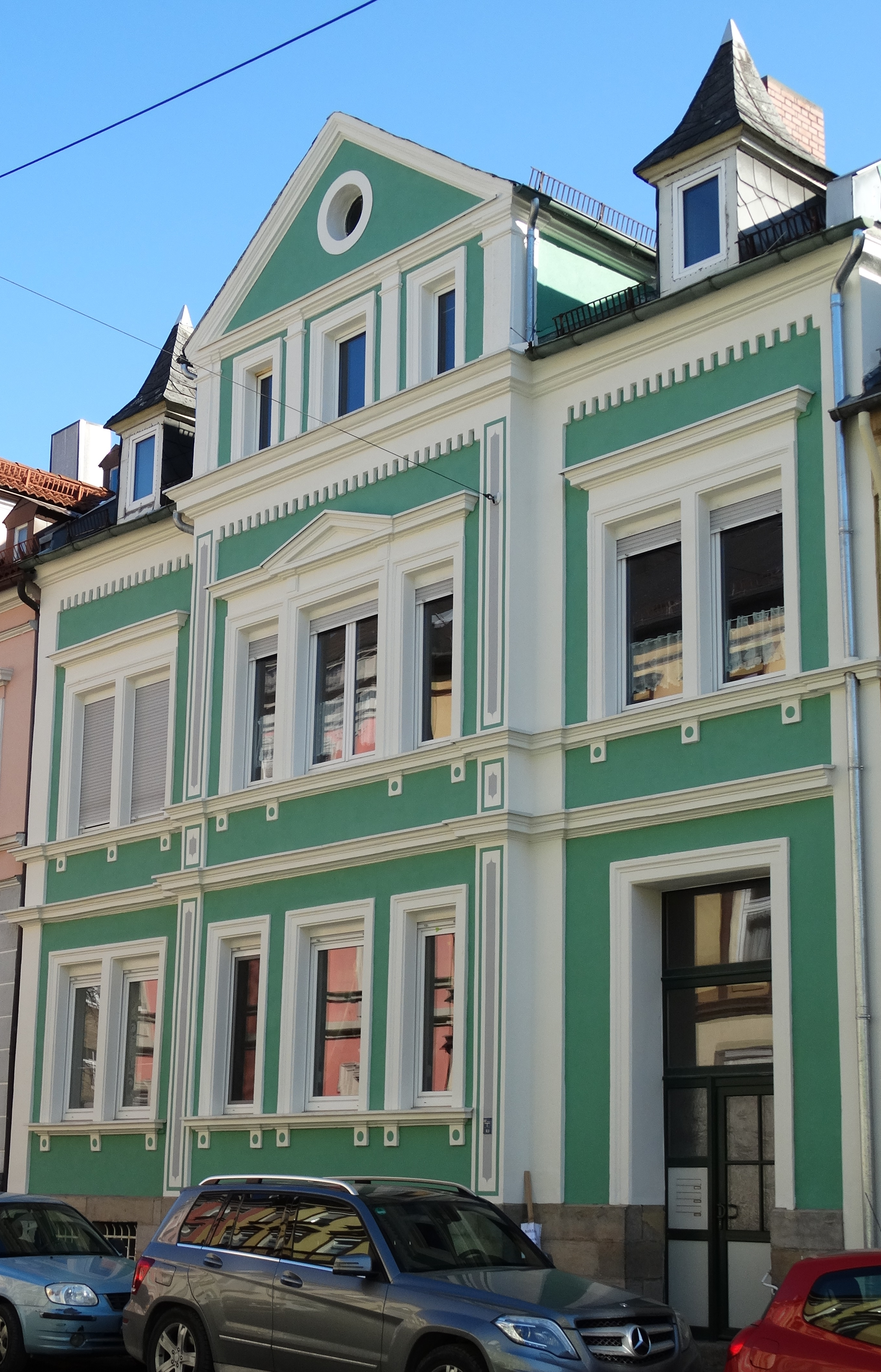
Wohnhaus der Ressels in der Hofer Wilhelmstraße nach der Vertreibung

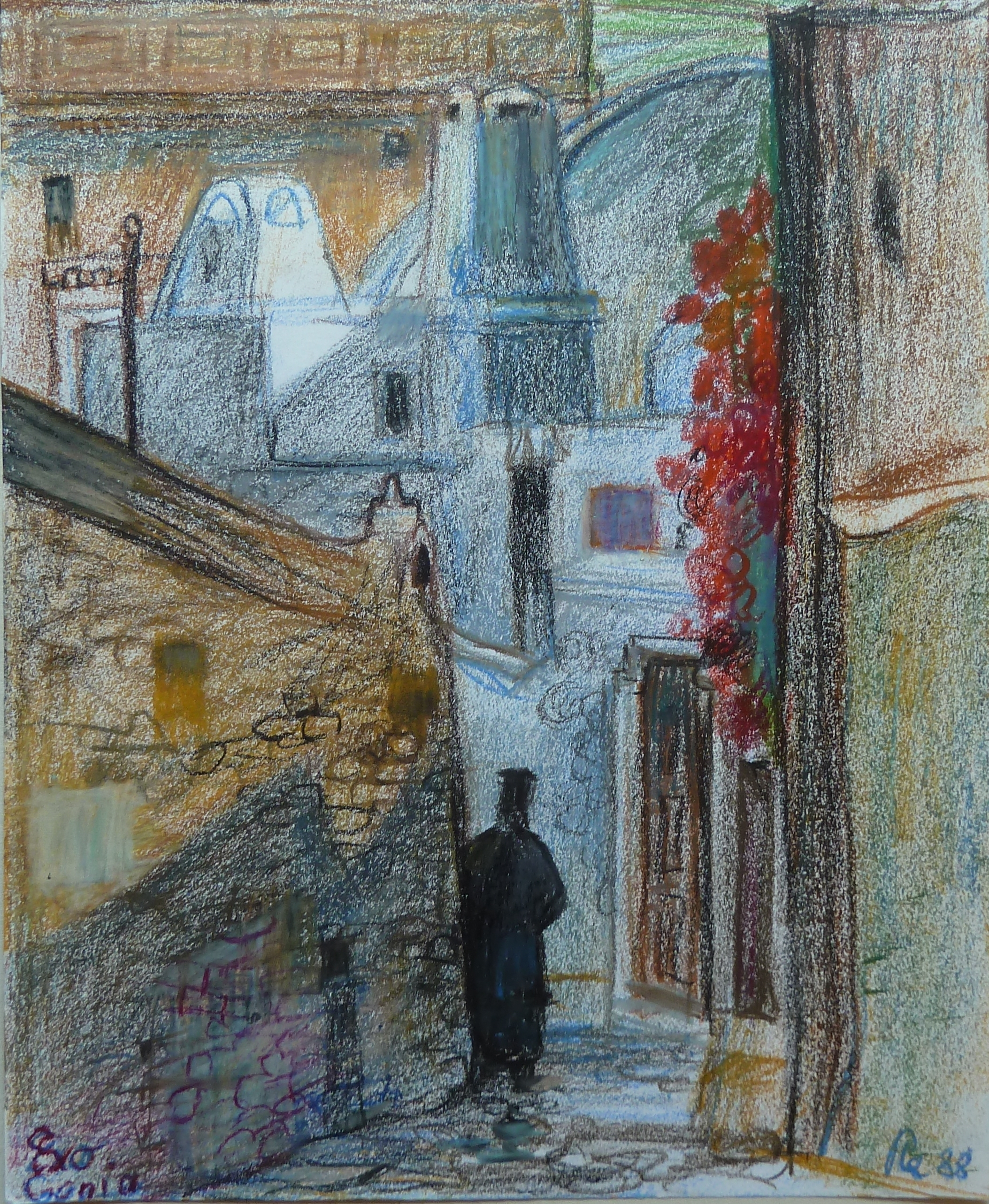
Gasse in Santorin, Arbeit von 1988

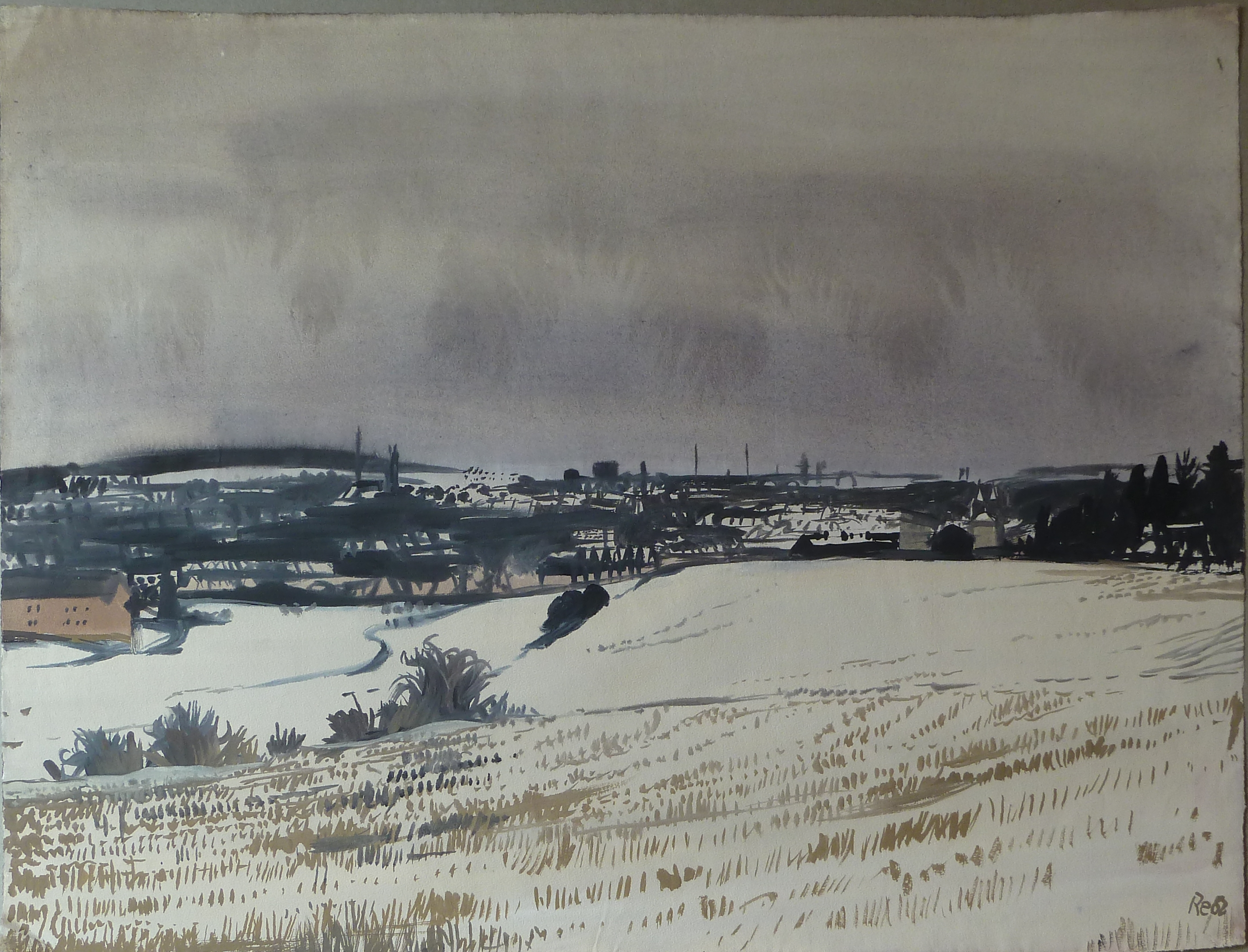
Beispiel für eine umweltkritische Arbeit von 1982

Emil Ressel (* 25. Februar 1921 in Wagstadt, Tschechoslowakei; † 24. Juni 1991 in Erlangen) war langjähriger Verwaltungsbeamter der Stadt Hof, der als Maler, Grafiker und Karikaturist Bekanntheit erlangte.

## Leben
Emil Ressel, Sohn eines gleichnamigen Vaters, wurde im tschechoslowakischen Bílovec (deutsch: Wagstadt) als Sudetendeutscher geboren. Nach Besuch der Volks- und Bürgerschule von 1927 bis 1936 begann er eine kaufmännische Ausbildung bei dem gleichnamigen, aber nicht verwandten Baumeister und Ingenieur Paul Ressel. Von seinem Lohn bezahlte er den Privatunterricht bei einem Kunstmaler. Anfang 1940 wurde er in den Reichsarbeitsdienst und 1941 zur Wehrmacht einberufen, wo er bis in den Rang eines Leutnants befördert wurde. Zeichnungen aus der Kriegszeit sind nicht erhalten geblieben. Zum Kriegsende geriet er in amerikanische Kriegsgefangenschaft, er wurde kurzzeitig in einem englischen Gefangenenlager inhaftiert und hielt sich dann im niedersächsischen Klint auf. Gefertigte Zeichnungen und Bilder dienten ihm in der unmittelbaren Nachkriegszeit für überlebensnotwendige Tauschgeschäfte.
Seine aus Bílovec vertriebene Familie war nach Hof geflüchtet. Ressel wohnte mit Vater und Schwester im Gebäude Wilhelmstraße 23 im Hofer Westend, unweit des Schiller-Gymnasiums. Er erhielt 1948 eine Anstellung als Bürokraft bei der Stadt Hof. Im Mai 1948 heiratete er seine Frau Elfriede, geborene Weiß. Aus der Verbindung sind zwei Töchter und ein Sohn hervorgegangen. Das Paar wohnte dann im Haus Enoch-Widman-Straße 50. Vor seinem Ruhestand 1981 war er Amtsrat und Leiter des Rechnungsprüfungsamtes.

## Künstlerisches Wirken und Rezeption
Ressel stellte erstmals 1948 in Hof aus, gefördert von Hannes Schultze-Froitzheim und Gottfried Brockmann. Als Mitglied der Künstlergruppe Gruppe Nordfranken und des Berufsverbandes Bildender Künstler für Ober- und Unterfranken stellte er zusammen mit anderen Künstlern in Bamberg, Bayreuth, Nürnberg, München, Würzburg, Schweinfurt, Bonn und Graz aus; alleine auch ab 1962 überwiegend in Hof.
Übersicht über die Einzelausstellungen in Hof, Bamberg und Bayreuth:
- 1962 Hof, Haus der Jugend
- 1964 Hof, Galerie Beyer „Team 64“
- 1967 Hof, Galerie Weinelt
- 1970 Hof, Hypo Galerie
- 1971 Bamberg, Kleine Galerie Grüntal
- 1976 Stadt Hof, Freiheitshalle
- 1980 Bayreuth, BAT Casino Galerie
- 1981 Bamberg, Galerie Sommer
- 1986 Stadt Hof, Freiheitshalle[5]
- 1991 Stadt Hof, Museum Bayerisches Vogtland

Seine Werke, viele mit Motiven aus Hof und Umgebung, sind hauptsächlich im Besitz der Regierung von Oberfranken und der Städte Hof, Bamberg und Bayreuth, aber auch von privaten Kunstsammlungen. Am 17. März 1991 wurde er vom Oberbürgermeister der Stadt Hof Dieter Döhla mit der Johann-Christian-Reinhart-Plakette geehrt. Im Jahr 1996 erfolgte postum eine Gedächtnisausstellung anlässlich seines 75. Geburtstags. Von Oktober 2011 bis Januar 2012 zeigte der KulturKreis Hof e. V. im Johann-Christian-Reinhart-Cabinett Werke von Ressel im Rahmen von Hof im Herbst von Emil Ressel (1921–1991). Aus Hofer Bürgerhäusern und der Kunstsammlung der Stadt Hof. Ressels, Rolf Burchards und Erich Leckels Konterfeis und Lebensläufe – alle drei mit „Vertreibungshintergrund“ und in Hof wirkend – sind auf drei hintereinander gestaffelten Stelen in der Dauerausstellung Flüchtlinge und Vertriebene in Hof im Museum Bayerisches Vogtland ausgestellt; jeweils rechts daneben ein für das Wirken des jeweiligen Künstlers typisches Werk. Bei Ressel handelt es sich hierbei um eine aquarellierte Tuschezeichnung der Hofer Michaeliskirche mit der Saale im Vordergrund. In der Sammlung des Museums befinden sich weitere seiner Werke.
In der künstlerischen Frühphase Ressels arbeitete er überwiegend naturalistisch an Aquarellen, Porträts und Aktzeichnungen. Er setzte sich dabei oft mit seiner neuen Heimatstadt Hof auseinander und hielt Eindrücke von der Stadt mit ihren Menschen und der sie umgebenden Landschaft fest. Andererseits ist Ressels Werk von zahlreichen Studienreisen geprägt, die ihn u. a. nach Paris, London, Rom, Spanien (Andalusien) und Griechenland (Santorin) führten und in zahlreichen Bildern ihren künstlerischen Ausdruck gefunden haben. In den 1960er Jahren wurden seine Bilder überwiegend abstrahierend, kubistisch bis konstruktivistisch. In den 1970er und 1980er Jahren kamen kritische Beiträge zum Umweltschutz hinzu, Darstellungen wie der Mensch in die Natur eingreift und für Schäden und Umweltverschmutzung verantwortlich ist. In der Datenbank des Familienarchivs sind 1500 Werke erfasst, dabei handelt es sich um etwa zwei Drittel Tusche- und Kreidezeichnungen und ein Drittel großformatige Bilder (50 × 80 cm o. ä.).

## Illustrationsarbeiten (Auswahl)
- Hanns Schröder (Text u. Zsstellung.); Emil Ressel (Ill.): Die Jugendherberge Hof/Saale und Umgebung. Heft 16 der Reihe Bayerische Jugendherbergen, Landesverband Bayern für Jugendwandern und Jugendherbergen, 1955.[11]
- Max Beisbart (Red.) u. a.; Emil Ressel (Ill.): Hof. Ein Stadtbuch. Städtisches Verkehrsamt Hof, Stadtrat, Hof 1956 (2. neubearb. Aufl.).[12]